# Pyrenula acutispora
Pyrenula acutispora är en lavart som beskrevs av Kalb & Hafellner. Pyrenula acutispora ingår i släktet Pyrenula och familjen Pyrenulaceae.   Inga underarter finns listade i Catalogue of Life.